# Lennox (ancienne circonscription fédérale)
Pour les articles homonymes, voir Lennox.
Lennox fut une circonscription électorale fédérale de l'Ontario, représentée de 1867 à 1904.
C'est l'Acte de l'Amérique du Nord britannique de 1867 qui créa le district électoral de Lennox. Abolie en 1903, elle fut fusionnée à la circonscription d'Addington pour créer la nouvelle circonscription de Lennox et Addington.

## Géographie
En 1867, la circonscription de Lennox comprenait :
- Le comté de Lennox
  - Les cantons de Richmond, Adolphustown, North Fredericksburg, South Fredericksburg, Ernest Town et Amherst Island
  - Le village de Napanee

## Députés
1. 1867-1878 — Richard John Cartwright, PLC
2. 1878-1882 — Edmund Hooper, L-C
3. 1882-1883 — John A. Macdonald, L-C
4. 1883-1885 — David Wrigth Allison, PLC
5. 1885-1887 — Matthew William Pruyn, CON
6. 1887-1891 — Uriah Wilson, CON
7. 1891-1892 — David Wright Allison, PLC
8. 1892-1904 — Uriah Wilson, CON (2)

- CON = Parti conservateur du Canada (ancien)
- L-C = Parti libéral-conservateur
- PLC = Parti libéral du Canada